# Bob Sirois
Robert „Bob“ Sirois (* 6. Februar 1954 in Montreal, Québec) ist ein ehemaliger kanadischer Eishockeyspieler, der im Verlauf seiner aktiven Karriere zwischen 1970 und 1982 unter anderem 286 Spiele für die Philadelphia Flyers und Washington Capitals in der National Hockey League (NHL) auf der Position des rechten Flügelstürmers bestritten hat. Als Spieler der Washington Capitals nahm Sirois, der seine Karriere in der Schweiz beim Lausanne HC und HC Lugano ausklingen ließ, am NHL All-Star Game 1978 teil.

## Karriere
Sirois verbrachte zwischen 1970 und 1974 eine überaus wechselhafte Juniorenkarriere in der Ligue de hockey junior majeur du Québec (LHJMQ). Dort lief der Flügelstürmer ab 1970 zunächst für die National de Rosemont auf, die zur Saison 1972/73 den Standort wechselten und den Spielbetrieb unter dem Namen National de Laval fortführten. Kurz nach dem Beginn des Spieljahres verließ er Laval jedoch und wechselte im Tausch für Dave Logan zum Ligakonkurrenten Bleu-Blanc-Rouge de Montréal. Insgesamt bestritt Sirois in dem vierjährigen Zeitraum 263 Partien in der LHJMQ und sammelte dabei 389 Scorerpunkte. Alleine in seinem letzten Ligajahr, das er als Mannschaftskapitän Montréals absolvierte, standen 160 Punkte zu Buche. Seine Leistungen führten schließlich dazu, dass der Angreifer sowohl im NHL Amateur Draft 1974 in der dritten Runde an 53. Position von den Philadelphia Flyers aus der National Hockey League (NHL) als auch im WHA Amateur Draft 1974 in der fünften Runde an 74. Stelle von den Houston Aeros aus der zu dieser Zeit mit der NHL in Konkurrenz stehenden World Hockey Association (WHA) ausgewählt wurde.
Der Kanadier wechselte nach Beendigung seiner Juniorenkarriere zur Saison 1974/75 in die Organisation der Philadelphia Flyers, die gerade ihren ersten Stanley-Cup-Triumph gefeiert hatte. Aufgrund der großen Konkurrenz im ambitionierten Kader der Flyers gelang es dem Rookie nicht, sich in der NHL durchzusetzen. So kam er zwischen September 1974 und Mitte Dezember 1975 zu lediglich vier Einsätzen im Dress Philadelphias und spielte stattdessen vornehmlich für deren Farmteam in der American Hockey League (AHL), die Richmond Robins. Um sich dennoch in der NHL durchzusetzen, wurde Sirois im Dezember 1975 zu den Washington Capitals transferiert, die nach dem Ende der Saison 1975/76 im Gegenzug John Paddock an die Flyers abgaben. Bei den Capitals gelang dem Offensivspieler der baldige Durchbruch in der NHL. Er gehörte dem Team bis zum Ende der Spielzeit 1979/80 und verbuchte während dieser Zeit Spieljahre mit 61 und 54 Scorerpunkten. Ebenso erzielte er zweimal mehr als 20 Tore in einer Saison. Zudem nahm er im Jahr 1978 am NHL All-Star Game teil.
Dennoch verließ der 26-Jährige im Sommer 1980 die National Hockey League und wechselte in die Schweiz. Dort schloss sich Sirois für eine Saison dem Lausanne HC aus der Nationalliga A (NLA) an. Anschließend wechselte er innerhalb des Landes zum HC Lugano in die Nationalliga B (NLB). Im Verlauf der Saison 1981/82 kehrte er jedoch nach Nordamerika zurück, wo er für die Hershey Bears in der AHL auflief, ehe er seine Karriere im Sommer 1982 frühzeitig beendete.

## Erfolge und Auszeichnungen
- 1978 Teilnahme am NHL All-Star Game

## Karrierestatistik
(Legende zur Spielerstatistik: Sp oder GP = absolvierte Spiele; T oder G = erzielte Tore; V oder A = erzielte Assists; Pkt oder Pts = erzielte Scorerpunkte; SM oder PIM = erhaltene Strafminuten; +/− = Plus/Minus-Bilanz; PP = erzielte Überzahltore; SH = erzielte Unterzahltore; GW = erzielte Siegtore; 1 Play-downs/Relegation; Kursiv: Statistik nicht vollständig)